# 批准
批准為一國表示其同意接受條約拘束之方式之一。按維也納條約法公約第14條規定：「遇有下列情形之一，一國承受條約拘束之同意,以批准表示之: (甲)條約規定以批准方式表示同意；(乙)另經確定談判國協議需要批准；(丙)該國代表已對條約作須經批准之簽署；或 (丁)該國對條約作須經批准之簽署之意思可見諸其代表所奉之全權證書，或已於談判時有此表示。」至於各國如何踐行批准程序，則依照各國有關規定。

## 中華民國
中華民國（台灣）的批准程序為立法院審議，審議完成後由總統批准，方完成批准程序。根據中華民國條約及協定處理準則第11條規定，「定有批准條款之條約案，經立法院審議通過，咨請總統批准時，主辦機關應即送外交部報請行政院轉呈總統頒發批准書，完成批准手續。」

## 中华人民共和国
根据中华人民共和国《缔结条约程序法》，条约和重要协定的批准由全国人民代表大会常务委员会决定。